# Lista de deputados estaduais da Bahia da 4.ª legislatura
Essa é uma lista de deputados estadual da Bahia eleitos para o período 1959-1963. Foram 60 eleitos.

## Composição das bancadas
| Partido | Líder                        | Bancada | Posição      |
| ------- | ---------------------------- | ------- | ------------ |
| PSD     | Hamilton Cohim               | 19 / 60 | Oposição     |
| UDN     | João Tourinho Dantas         | 12 / 60 | Governo      |
| PR      | Gastão Octávio Lacerda       | 10 / 60 | Oposição     |
| PTB     | Vespasiano Dias              | 4 / 60  | Oposição     |
| PL      | Newton Pinto de Araujo       | 3 / 60  | Governo      |
| PDC     | Rosalvo Barbosa Romeu        | 3 / 60  | Independente |
| PTN     | Josaphat Paranhos de Azevedo | 3 / 60  | Oposição     |
| PSP     | Luciano Soares               | 2 / 60  | Governo      |
| PRP     | Wilde Lima                   | 2 / 60  | Oposição     |
| PST     | Luís Paulo Athayde           | 2 / 60  | Independente |

## Deputados estaduais
| Número | Deputados estaduais eleitos     | Partido | Votação | Percentual | Cidade onde nasceu     | Unidade federativa |
| 41131  | Abelardo Veloso                 | PSD     | 6.372   |            | Salvador               | Bahia              |
| 22964  | Accioly Vieira                  | UDN     | 5.905   |            | Cícero Dantas          | Bahia              |
| 46715  | Adenor Souza Soares             | PSP     | 3.241   |            | Feira de Santana       | Bahia              |
| 42813  | Agostinho Cardoso Pinheiro      | PL      | 4.926   |            | Porto Seguro           | Bahia              |
| 22707  | Aluísio da Costa Short          | UDN     | 6.543   |            | Salvador               | Bahia              |
| 41323  | André Negreiros Falcão          | PSD     | 5.622   |            | Queimadas              | Bahia              |
| 41121  | Antônio Brito da Silva          | PSD     | 9.030   |            | Ribeira do Amparo      | Bahia              |
| 41816  | Antônio da Silva Fernandes      | PSD     | 7.350   |            | Caculé                 | Bahia              |
| 14597  | Arnaldo Rodrigues da Silveira   | PTB     | 3.867   |            | Salvador               | Bahia              |
| 41170  | Arthur Leite da Silveira        | PSD     | 5.588   |            | Barra                  | Bahia              |
| 20166  | Clério Correia de Melo          | PR      | 4.397   |            | Macarani               | Bahia              |
| 41507  | Clodoaldo de Oliveira Campos    | PSD     | 5.596   |            | Irará                  | Bahia              |
| 14209  | Christovam Colombo Maia Sampaio | PTB     | 3.752   |            | Salvador               | Bahia              |
| 41122  | Djalma Alves Bessa              | PSD     | 6.860   |            | Xique-Xique            | Bahia              |
| 17394  | Edgard dos Passos Marques       | PDC     | 4.084   |            | Camaçari               | Bahia              |
| 22508  | Ediney Cavalcanti Batista       | UDN     | 5.635   |            | Cristinápolis          | Sergipe            |
| 41879  | Edvaldo Valois Coutinho         | PSD     | 7.949   |            | Jacobina               | Bahia              |
| 20782  | Ênio Mendes de Carvalho         | PR      | 5.290   |            | Esplanada              | Bahia              |
| 41787  | Edvaldo Brandão Correia         | PSD     | 5.927   |            | Cachoeira              | Bahia              |
| 41385  | Fernando Wilson Magalhães       | PSD     | 7.780   |            | Conceição do Almeida   | Bahia              |
| 41380  | Francisco Moitinho Dourado      | PSD     | 5.433   |            | Irecê                  | Bahia              |
| 20294  | Francisco Rocha Pires           | PR      | 6.407   |            | Jacobina               | Bahia              |
| 20539  | Gastão Octávio Lacerda Pedreira | PR      | 5.000   |            | Salvador               | Bahia              |
| 41132  | Hamilton Saback Cohim           | PSD     | 7.920   |            | Feira de Santana       | Bahia              |
| 41759  | Henrique Lima Santos            | PSD     | 5.409   |            | Ipirá                  | Bahia              |
| 20183  | Heraldo de Andrade Guerra       | PR      | 5.073   |            | Cruz das Almas         | Bahia              |
| 14256  | Herval Soledade                 | PTB     | 4.937   |            | Salvador               | Bahia              |
| 22612  | Honorato Viana de Castro        | UDN     | 7.872   |            | Casa Nova              | Bahia              |
| 44982  | Horiosvaldo Bispo dos Santos    | PRP     | 2.457   |            | Juazeiro               | Bahia              |
| 41664  | João Bião de Cerqueira e Souza  | PSD     | 5.879   |            | São Francisco do Conde | Bahia              |
| 42172  | João Borges de Figueiredo       | PL      | 5.025   |            | Macaúbas               | Bahia              |
| 22485  | João Carlos Tourinho Dantas     | UDN     | 6.506   |            | Salvador               | Bahia              |
| 22452  | Joel Muniz Ferreira             | UDN     | 6.585   |            | Salvador               | Bahia              |
| 19219  | Josafá Paranhos de Azevedo      | PTN     | 3.484   |            | Alagoinhas             | Bahia              |
| 20655  | José Adelmário Pinheiro         | PR      | 4.720   |            | Pojuca                 | Bahia              |
| 22119  | José Cândido de Carvalho Filho  | UDN     | 4.727   |            | Boa Viagem             | Ceará              |
| 22834  | José Carlos Facó                | UDN     | 4.497   |            | Beberibe               | Ceará              |
| 19991  | José Francisco de Sá Teles      | PTN     | 3.797   |            | Seabra                 | Bahia              |
| 20453  | José Medrado Vaz Santos         | PR      | 5.874   |            | Macaúbas               | Bahia              |
| 41526  | Juarez de Sousa                 | PSD     | 5.629   |            | Barreiras              | Bahia              |
| 22259  | Juracy Magalhães Júnior         | UDN     | 9.168   |            | Salvador               | Bahia              |
| 46197  | Luciano Moura Soares            | PSP     | 2.821   |            | Senhor do Bonfim       | Bahia              |
| 52660  | Luiz Paulo Athayde              | PST     | 2.963   |            | Salvador               | Bahia              |
| 17524  | Menandro José Minahim           | PDC     | 4.355   |            | Salvador               | Bahia              |
| 41296  | Murillo Cavalcanti              | PSD     | 5.982   |            | Rio das Pedras         | Bahia              |
| 41420  | Nelson David Ribeiro            | PSD     | 9.017   |            | Camamu                 | Bahia              |
| 42915  | Newton Pinto de Araújo          | PL      | 4.838   |            | Santo Antônio de Jesus | Bahia              |
| 22975  | Orlando Ferreira Spínola        | UDN     | 6.576   |            | Salvador               | Bahia              |
| 22642  | Oscar Cardoso da Silva          | UDN     | 10.545  |            | Uauá                   | Bahia              |
| 20821  | Padre José de Oliveira Bastos   | PR      | 5.361   |            | Brotas de Macaúbas     | Bahia              |
| 52551  | Padre José Luiz Palmeira        | PST     | 2.911   |            | Rio de Janeiro         | Rio de Janeiro     |
| 20863  | Pedro Manso Cabral              | PR      | 6.240   |            | Salvador               | Bahia              |
| 41371  | Raimundo Reis                   | PSD     | 5.410   |            | Glória                 | Bahia              |
| 17757  | Rosalvo Barbosa Romeo           | PDC     | 3.400   |            | Salvador               | Bahia              |
| 41661  | Theócrito Calixto da Cunha      | PSD     | 6.597   |            | Conceição do Coité     | Bahia              |
| 19983  | Vespasiano Dias                 | PTN     | 4.029   |            | Tanhaçu                | Bahia              |
| 14177  | Wandick Badaró                  | PTB     | 3.333   |            | Ilhéus                 | Bahia              |
| 44200  | Wilde de Oliveira Lima          | PRP     | 5.641   |            | Vitória da Conquista   | Bahia              |
| 22407  | Wilson Falcão                   | UDN     | 8.415   |            | Feira de Santana       | Bahia              |
| 20894  | Wilson Lins                     | PR      | 7.636   |            | Pilão Arcado           | Bahia              |